# Mohamed al-Menfi
Mohamed Yunus al-Menfi (em árabe: محمد يونس المنفي) (Tobruque, 1976) é um diplomata e político líbio. Em 5 de fevereiro de 2021, foi escolhido para ser o Presidente do Conselho Presidencial no Fórum de Diálogo Político da Líbia em Genebra na Suíça. Anteriormente, ele havia servido como embaixador da Líbia na Grécia.
Al-Menfi concorreu em uma chapa conjunta com Abdul Hamid al-Dabaib como primeiro-ministro e Musa al-Koni e Abdallah al-Lafi como vice-presidentes. Sua lista obteve 39 votos, cinco a mais que a de Aguila Saleh Issa e Fathi Bashagha. Este último foi considerado o favorecido pelos Estados Unidos, mas o embaixador americano negou qualquer tentativa de influenciar o processo eleitoral.
Seu tempo como embaixador em Atenas foi marcado por uma relação tensa entre o Governo do Acordo Nacional e o governo grego por causa do acordo líbio-turco sobre fronteiras marítimas. Ele acabou sendo expulso de Atenas em dezembro de 2019.